# San Fernando Díaz
San Fernando Díaz är en ort i Mexiko.   Den ligger i kommunen Tecpatán och delstaten Chiapas, i den sydöstra delen av landet, 600 km öster om huvudstaden Mexico City. San Fernando Díaz ligger 193 meter över havet och antalet invånare är 432. Den ligger vid sjön Presa Nezahualcoyotl.
Terrängen runt San Fernando Díaz är lite kuperad. Runt San Fernando Díaz är det ganska glesbefolkat, med 40 invånare per kvadratkilometer. Närmaste större samhälle är Raudales Malpaso, 18,1 km öster om San Fernando Díaz. 